# Азим Джах
Азим Джах (урду عظیم جاہ‎‎;
27 мая 1802, Мадрас, Британская Индия — 14 января 1874, Мадрас, Британская Индия) — 1-й князь Аркота (19 января 1867 — 14 января 1874), младший брат Азама Джаха, 11-го наваба Карнатаки, и дядя Гулама Мухаммада Гхаус-хана, 12-го наваба Карнатаки.
Полный титул — Азим Джах, Амир уль-Умара, Сирадж уль-Умара, Мадар уль-Мульк, Умдат уль-Мульк, Азим уд-Даула, Асад уд Даула уль-Инглиз, Наваб Мухаммад Али Хан Бахадур, Зульфикар Джанг, Сипах-Салар, Князь Аркота.

## Ранняя жизнь
Родился 27 мая 1802 года в Мадрасе. Второй сын Азима уд-Даулы (1775—1819), 10-го наваба Карнатаки (1801—1819). Его матерью была Наваб Бегум Сахиба, дочь Шукоха уль-Мулька. Азим Джах был младшим братом Азама Джаха, 11-го наваба Карнатаки.
В 1825 году после смерти Азама Джаха новым навабом Карнатаки был провозглашен его единственный сын, Гулам Мухаммад Гхаус-хан (1824—1855), которому на момент смерти отца был один год. С 1825 по 1842 год принц Азим Джах занимал пост регента и наследника престола при своём племяннике Гуламе Мухаммаде Гхаус-хане. В 1842 году Гулам Мухаммад Гхаус-хан был официально провозглашен единоличным монархом.

## Претендент на престол
Гулам Мухаммад Гхаус-хан правил как наваб Карнатаки с 1825 по 1855 год. После его смерти в 1855 году трон стал вакантным, и в отсутствие законного наследника мужского пола Гхаус-хана княжество Аркот было формально аннексировано британцами в соответствии с доктриной выморочности Азим Джах протестовал, утверждая, что он является законным наследником престола, но не имел большого успеха.

## «Aмир-и-Аркот»
После длительных переговоров и судебных разбирательств, наконец, в 1867 году принцу Азиму Джаху был пожалован титулом наваба Аркота или Амир-и-Арко королевой Великобритании и императрицей Индии Викторией. Он также получил денежное содержание. Грамоты, выданные королевой, были официально представлены Азиму Джаху на банкете, устроенном губернатором Мадраса 12 апреля 1871 года.
Поскольку Калас-Махал или Дворец Чепаук, официальная резиденция принцев Карнатаки, была захвачена британцами в 1859 году, Азим Джах построил новую резиденцию, Амир-Махал, в Мадрасе.

## Смерть
Азим Джах скончался 14 января 1874 года в возрасте 71 года в Мадрасе. Ему наследовал его старший сын Захир-уд-Даула, 2-й князь Аркота (1874—1879).

## Браки и дети
У Азима Джаха было 10 жен, от которых у него было пять сыновей и семь дочерей.

### Жены
- Наваб Нур ун-ниса Бегум Сахиба, младшая дочь Захира уд-Даулы
- Наваб Шафи ун-ниса Бегум Сахиба (? — 1825), дочь его дяди, Мумтаз уль-Умара, Шукоха уль-Мулька, Итимад уд-Даулы
- Наваб Дульхан Бегум Сахиба (Сахибзади Муним ун-ниса Бегум Сахиба), дочь Сахибзаде Мухаммада Хана и-Алама Хана Бахадура
- Наваб Саадат ун-ниса Бегум Сахиба (? — до 1843)
- Наваб Мумтаз ун-ниса Бегум Сахиба
- Азима Бану Сахиба
- Сода Бану Сахиба
- Абдат уль-Кадр Сахиба
- Хидами Бану Сахиба
- Абдат ус-Салим Сахиба

## Сыновья
- Захир уд-Даула, Наваб Мухаммад Бадиулла Хан Бахадур, Фитрут Джанг (? — 16 июня 1879), 2-й князь Аркота (1874—1879)
- Интизам уль-Мульк, Мунтазим уд-Даула, Наваб Мухаммад Ахмадулла Хан Бахадур, Наби Яр Джанг (? — 16 мая 1889), 3-й князь (1879—1889)
- Умдат уль-Мульк, Наваб Мухаммад Нурулла Хан Бахадур, Джурут Джанг (? — 26 март 1881)
- Муазиз уд-Даула, Наваб Гулам Мухи уд-дин Яр Хан Бахадур, Хамиют Джанг (? — 12 апреля 1884)
- Муфид уд-Даула, Наваб Мухаммад Алимулла Хан Бахадур

### Дочери
- Сахибзади Умат уль-Вали Вилаят ун-ниса Бегум (? — 24 марта 1876)
- Сахибзади Уматулла Хамидат ун-ниса Бегум (? — 13 января 1872)
- Сахибзади Гаусият ун-ниса Бегум
- Сахибзади Рахим ун-ниса Бегум
- Сахибзади Саадат ун-ниса Бегум (умерла в детстве)
- Сахибзади Хабиб ун-ниса Бегум
- Сахибзади Атият аль-Али Мухаммад ун-ниса Бегум (? — 22 октября 1889).